# Mai Fuchigami
Mai Fuchigami (渕上舞, Fuchigami Mai) est une actrice de doublage et chanteuse japonaise, née le 20 mai 1987 à la Préfecture de Fukuoka.

## Biographie

### Carrière de doubleuse
Elle est diplômée du département des talents des acteurs de doublage de la YOYOGI ANIMATION ACADEMY INC. (ja) en 2007 et, la même année, passe une audition organisée par l’agence artistique Sigma Seven.
Fuchigami a fait ses débuts dans le rôle d’Asagiri Kaname dans le jeu Ookami Kakushi, qu’elle reprendra dans son adaptation animée.
En 2012, elle double le personnage principal de l'anime Girls und Panzer en donnant sa voix à Miho Nishizumi,.
En 2021, elle interprète le rôle de Fûbi Kase dans The Detective is Already Dead.

### Carrière de chanteuse
Elle interprète le thème final de Classroom of the Elite (saison 2), et de l'anime Sorcerer Orphen Hagure Trip Sanctuary Edition.

## Œuvre
- Aoki Hagane no Arpeggio: Ars Nova Cadenza (film) : Theme Song Performance
- Aoki Hagane no Arpeggio: Ars Nova DC (film) : Theme Song Performance (OP)
- Arpeggio of Blue Steel - Ars Nova (TV) : Theme Song Performance (as Trident; ED)
- Assassination Classroom (TV) : Theme Song Performance (OP)
- Assassination Classroom (TV 2) : Theme Song Performance (OP)
- Classroom of the Elite II (TV 2) : Theme Song Performance (ED)
- Eiga Dokidoki! Precure Mana Kekkon!!? Mirai ni Tsunagu Kibō no Dress (film) : Theme Song Performance
- Etotama (TV) : Theme Song Performance (ED)
- Food Wars! Shokugeki no Soma: The Fifth Plate (TV) : Theme Song Performance (ED)
- Idol Incidents (TV) : Theme Song Performance (OP; as SMILE♥X; ED; as with)
- IDOLM@STER Cinderella Girls (TV 2) : Insert Song Performance (as Triad Primus;22; ep 19)
- Music Girls (TV) : Insert Song Performance ("ON STAGE LIFE" eps. 1-2, 9-10, 12; "Shining Peace" eps. 1, 12; "Onegai Margaret" eps. 5, 12; as H☆E☆S; "terzetto rhapsody" eps. 2-3; "Let's sing!!" ep. 8), Theme Song Performance (ED as Ongaku Shōjo)
- Outbreak Company (TV) : Theme Song Performance (ED)
- Planet With (TV) : Theme Song Performance (ED)[8]
- Sakura Trick (TV) : Theme Song Performance (OP)
- Sorcerous Stabber Orphen (OAV) : Theme Song Lyrics (ED), Theme Song Performance (ED)  Sorcerous Stabber Orphen (TV 2020) : Theme Song Lyrics (ED), Theme Song Performance (ED)
- Sorcerous Stabber Orphen -Chaos in Urbanrama- (TV) : Theme Song Performance (ED)
- Sorcerous Stabber Orphen -Doom of Dragon's Sanctuary- (TV) : Theme Song Lyrics (ED), Theme Song Performance (ED)
- Sorcerous Stabber Orphen: Battle of Kimluck (TV) : Theme Song Lyrics (ED), Theme Song Performance (ED)
- Ulysses: Jeanne d'Arc and the Alchemist Knight (TV) : Theme Song Lyrics (OP), Theme Song Performance (OP)

## Doublage

### Cinéma
- 2015 : Girls und Panzer der Film : Miho Nishizumi

### Télévision
- 2009 : A Certain Magical Index : serveuse
- 2009 : Sora no Manimani : Mayu / Miyamae / Shouko Shiratori
- 2009 : Miracle Train - Ōedo-sen e Yōkoso : Mai
- 2010 : A Certain Magical Index : Uragami / Agatha
- 2012 : Girls und Panzer : Miho Nishizumi
- 2013 : Outbreak Company : Petralka Anne Eldant III
- 2013 : Radiant : Ocoho
- 2013 : Dokidoki! PreCure : Alice / Cure Rosetta
- 2014 : Sakura Trick : Kaede Ikeno
- 2014 : Yu-Gi-Oh! Arc-5 : Grace Tyler
- 2014 : Re: Hamatora  : Skill
- 2014 : Girls und Panzer : This is the Real Anzio Battle! : Miho Nishizumi
- 2014 : Chain Chronicle : Sasha
- 2014 : Cross Ange: Rondo of Angel and Dragon : Mei
- 2015 : Assassination Classroom : Nagisa Shiota
- 2016 : Divine Gate : Undine
- 2016 : Koro Sensei Quest ! : Nagisa Shiota
- 2017 : Gabriel DropOut : Machiko
- 2018 : Persona 5: The Animation : Sadayo Kawakami
- 2018 : A Certain Magical Index : Agatha
- 2019 : Kengan Ashura : Shunka Hiyama
- 2020 : Sorcerous Stabber Orphen : Dortin
- 2020 : Yashahime: Princess Half-Demon : Futa
- 2021 : The Detective is Already Dead
- 2022 : Tribe Nine : Saori Arisugawa / Nekomaru
- 2023 : Buddy Daddies : Taiga

### OVA
- 2012 : Girls und Panzer : Miho Nishizumi
- 2015 : Girls und Panzer der Film : Miho Nishizumi

### Jeux vidéos
- 2009 : Ōkami kakushi : Kaname Asagiri
- 2011 : The Idolmaster : Cinderella Girls : Karen Hojo
- 2014 : Girls und Panzer : I Will Master Tankery! : Miho Nishizumi
- 2015 : Assassination Classroom : Grand Siege on Korosensei : Nagisa Shiota
- 2015 : Cross Ange: Rondo of Angel and Dragon tr. : Mei
- 2015 : Trillion: God of Destruction : Perpell
- 2016 : Assassination Classroom : Assassin Training Plan : Nagisa Shiota
- 2016 : Persona 5 : Sadayo Kawakami
- 2017 : Song of Memories : Fuka Kamishiro
- 2017 : Azur Lane : KMS Admiral Graf Spee
- 2018 : Girls und Panzer: Dream Tank Match : Miho Nishizumi
- 2019 : Pokémon Masters : Fuyou
- 2019 : Touhou Cannonball : Patchouli Knowledge
- 2019 :  Persona 5 : Royal : Sadayo Kawakami
- 2019 : Action Taimanin : Hebiko Aishu
- 2020 : Arknights : Greyy
- 2020 : Touhou LostWord : Letty Whiterock / Tenshi Hinanawi
- 2021 : Guardian Tales : Mei / Karina

Source : Anime News Network, M&I et My Anime List, behindthevoice.com